# Distretto di Central Hawke's Bay
Il distretto di Central Hawke's Bay è un'autorità territoriale della Nuova Zelanda che si trova entro i confini della regione di Hawke's Bay, nell'Isola del Nord. La sede del Consiglio distrettuale si trova nella città di Waipawa.
Il Distretto si trova poche decine di chilometri a sud delle città di Hastings e Napier. Nel Distretto ci sono due città principali (Waipukurau e Waipawa) e numerosi altri villaggi, alcuni di essi (quelli che si trovano sulle coste dell'Oceano Pacifico) dediti al turismo.